# Bart-ball
Bart-ball (France) ou MoneyBART (Québec) (MoneyBART) est le 3e épisode de la saison 22 de la série télévisée Les Simpson.

## Synopsis
Lisa, pour allonger sa liste d'activités extra-scolaires et avoir un jour la chance de rentrer à Yale, décide d’entraîner l'équipe de Bart, les Isotopes de Springfield. Ne comprenant rien au baseball, elle désespère jusqu'à ce qu'elle découvre qu'un entraîneur n'a besoin que de connaitre les probabilités. L'équipe gagne bien des matchs grâce aux tactiques de Lisa. Mais quand Bart désobéit et joue au feeling, elle n'a pas d'autre choix que de le renvoyer de l'équipe…